# Итальянская Википедия
Италья́нская Википе́дия (итал. Wikipedia in italiano) — раздел Википедии на итальянском языке. Основана в 2001 году. По состоянию на 26 июля 2025 года итальянский раздел Википедии содержит 1 928 053 статьи, занимая 9-е место по числу статей среди языковых разделов Википедии.
4 октября 2011 года раздел закрывался в знак протеста против законопроекта DDL intercettazioni, а 3 июля 2018 года — в знак протеста против планируемого принятия Европарламентом Директивы об авторском праве на Едином цифровом рынке.

## История
Активность в разделе началась с 11 июня 2001 года. Первые статьи были о Данте Алигьери, Петрарке, Мандзони и других классиках итальянской литературы.
В августе 2005 итальянская Википедия обогнала испанский и португальский разделы, став 8-м разделом по количеству статей. Основной причиной для скачка с 56 000 до 64 000 статей была ботозаливка более 8 тысяч крошечных статей-заготовок о муниципалитетах Испании. 8 сентября 2005 года итальянский раздел настиг и нидерландский, а на следующий день был взят порог в 100 000 статей. 11 сентября был обогнан шведский раздел. Таким образом, итальянская Википедия вышла на пятое место по числу статей. Бурному росту способствовали боты. Например, бот создал свыше 35 000 статей о муниципалитетах Франции. Однако 23 сентября 2005 итальянскую Википедию обгоняет польский раздел, где также очень активно использовались ботозаливки.
В середине 2006 года Википедия на итальянском языке появилась и для мобильных телефонов, оснащённых Wi-Fi или интернет-соединением, под названием Wapedia.
В сентябре 2007 года итальянская Википедия выпустила DVD-версию, в которой содержится 300 000 статей. В июле 2008 года вышло новое издание, содержащее около 450 000 статей и основанное на свободном программном обеспечении, интерфейс которого максимально близок к онлайн-версии.
В феврале 2008 была обновлена в третий раз главная страница, число зарегистрированных пользователей достигло 250 000. 3 октября того же года раздел на итальянском языке превзошёл отметку в 500 000 статей.
В 2009 году итальянская Википедия была удостоена премии «Premiolino» — старейшей и наиболее престижной журналистской награды Италии — в категории «новые медиа».
28 сентября 2010 года итальянская Википедия впервые обгоняет польскую по числу статей, впоследствии они несколько раз менялись местами, но с 24 октября 2010 года по 12 мая 2011 года итальянский раздел вновь занимал пятое место по количеству статей, уступая Польскому разделу.
4 октября 2011 года итальянская Википедия была закрыта в знак протеста против законопроекта DDL intercettazioni, рассматриваемого парламентом страны. Законопроект предусматривает обязательное исправление или удаление с интернет-ресурсов любой информации, которую заявитель сочтёт наносящей вред своей репутации, причём для этого не нужно будет даже решения суда или формального предписания от правоохранительных органов. При переходе на любую страницу итальянской Википедии производилось перенаправление на следующее заявление: Wikipedia:Comunicato 4 ottobre 2011 (итал.). Фонд Викимедиа объявил о поддержке итальянского раздела в тот же день. Всего петиция была просмотрена более 8 миллионов раз.
11 июля 2012 года итальянская Википедия поддержала протест русской Википедии против Законопроекта № 89417-6, который предполагал введение цензуры в Рунете, разместив баннер на главной странице.
22 января 2013 года раздел на итальянском языке превзошёл отметку в 1 000 000 статей.
20 июня 2013 года итальянская Википедия уступила шведской Википедии по числу статей и переместилась на шестое место по количеству статей.
7 августа 2014 года итальянская Википедия уступила русской Википедии по числу статей, переместившись на седьмое место.
31 августа из-за ботозаливок в себуанской Википедии она сместилась на 9 место.
16 июля 2015 года итальянская обогнала себуанскую и опять переместилась на 8 место.
6 сентября 2015 года себуанская Википедия в результате новых ботозаливок обогнала итальянскую, сместив её на 9 место.
14 марта 2016 года итальянская Википедия вернулась на 8-е место, обгонав варайскую Википедию.
3 июля 2018 года сообщество итальянской Википедии объявило забастовку и на два дня закрыло проект в знак протеста против планируемого принятия Европарламентом Директивы об авторском праве на Едином цифровом рынке. Логотип был заменён на чёрный, а посетители раздела не могли просматривать никакие статьи или обсуждения, и перенаправлялись на страницу с текстом заявления, поддерживающего протест против ужесточения копирайтных ограничений в интернете и призывающего присоединиться к акции. 4 июля к забастовке присоединялись испанский, эстонский, латышский и польский разделы, ещё ряд разделов википедии вывесили у себя информационный баннер. Информационное сообщение об акции было доступно на 14 языках. 5 июля стало известно, что Европарламент отложил обсуждение законопроекта до сентябрьской сессии 2018 года. В 2019 году директива была принята.
- Процент посещаемости итальянского раздела по странам (2011 год)
- Логотип после написания 1 000 000-й статьи
- Протест от 4 октября 2011 года
- Внешний вид Итальянской Википедии 11 июля 2012 года
- Скриншот Итальянской Википедии 3 июля 2018 года

## Статистика

### Текущая статистика
По состоянию на 26 июля 2025 года итальянский раздел Википедии содержит 1 928 053 статьи. Зарегистрировано 2 662 458 участников, из них 6893 совершили какое-либо действие за последние 30 дней, а 113 участников имеют статус администратора. Общее число правок составляет 145 688 591.
Занимает 9 место по количеству статей среди всех разделов.

### Исторический обзор
- 4 мая 2004 года — 10 тыс. статей.
- 22 июля 2004 года — 20 тыс. статей.
- 22 ноября 2004 года — 30 тыс. статей.
- 19 апреля 2005 года — 40 тыс. статей.
- 3 июля 2005 года — 50 тыс. статей.
- 19 августа 2005 года — 60 тыс. статей.
- 1 сентября 2005 года — 70 тыс. статей.
- 5 сентября 2005 года — 80 тыс. статей.
- 8 сентября 2005 года — 90 тыс. статей.
- 9 сентября 2005 года — 100 тыс. статей.
- 27 сентября 2006 года — 200 тыс. статей.
- 21 мая 2007 года — 300 тыс. статей.
- 22 января 2008 года — 400 тыс. статей.
- 3 октября 2008 года — 500 тыс. статей.
- 28 июня 2009 года — 400 тыс. зарегистрированных пользователей.
- 28 августа 2009 года — 600 тыс. статей.
- 17 декабря 2009 года — итальянская Википедия обгоняет японскую по числу статей.
- 13 апреля 2010 года — 500 тыс. зарегистрированных пользователей.
- 22 июня 2010 года — 700 тыс. статей (Robie House).
- 12 мая 2011 года — 800 тыс. статей. Итальянский раздел вновь обгоняет по количеству статей польский и выходит на четвёртое место.
- 12 марта 2012 года — 900 тыс. статей.
- 22 января 2013 года — 1 млн статей.
- 15 февраля 2014 года — 1,1 млн статей.
- 17 марта — количество правок превысило 70 000 000.
- 9 мая 2014 года — 1 млн зарегистрированных пользователей.
- 9 мая 2014 года — глубина итальянского раздела достигла 100.
- 7 августа 2014 года — итальянский раздел уступил 6 место русскому и опустился на 7-е.
- 31 августа 2014 года — итальянский раздел уступил 7 место себуанскому и опустился на 8-е.
- 22 сентября 2014 года — итальянский раздел уступил 8 место варайскому и опустился на 9-е.
- 29 ноября 2014 года — 1 111 111 зарегистрированных пользователей.
- 19 декабря 2014 года — количество правок превысило 75 000 000.
- 16 апреля 2015 года — общее количество страниц в итальянском разделе превысило 4 000 000.
- 3 мая 2015 года — 1 200 000 зарегистрированных пользователей.
- 23 мая 2015 года — 1200 тыс. статей.
- 9 декабря 2015 года — 1300 000 зарегистрированных пользователей.
- 1 февраля 2019 года — 1500 тыс. статей.
- 15 февраля 2019 года итальянский раздел поднялся на 8-ю позицию, обойдя испанский раздел.

## Награды
Итальянская Википедия получила:
- Две награды на Premio WWW, организованном Il Sole 24 Ore[21][22];
  - За лучший сайт в категории образования и труда в 2005 году;
  - Интернет-премию по образованию в сотрудничестве с министерством образования и технологии.

В 2009 году итальянская Википедия получила престижную награду итальянской журналистики Premolino — за доступность энциклопедии, которая улучшается в режиме реального времени и стала полезным инструментом для литераторов.